# Statenverkiezingen Aruba 2013
Op 27 september 2013 vonden in Aruba verkiezingen plaats voor de Staten van Aruba. Deze verkiezingen waren periodieke verkiezingen, die gehouden werden voor 21 zetels in de Staten. De zittingstermijn bedroeg vier jaar.
De uitslag van deze verkiezingen was als volgt:
| Partij                                          | Lijsttrekker                                    | Stemmen | %     | Zetels | +/– |
| ----------------------------------------------- | ----------------------------------------------- | ------- | ----- | ------ | --- |
| Arubaanse Volkspartij                           | Mike Eman                                       | 33.103  | 57,28 | 13     | +1  |
| Movimiento Electoral di Pueblo                  | Evelyn Wever-Croes                              | 17.653  | 30,54 | 7      | –1  |
| Partido Democracia Real                         | Andin Bikker                                    | 4.518   | 7,82  | 1      | 0   |
| RED Democratico                                 | Rudy Lampe                                      | 1.209   | 2,09  | 0      | 0   |
| Union Patriotico Progresista                    | Booshi Wever                                    | 805     | 1,39  | 0      | -   |
| Partido Patriotico di Aruba                     | Benedict Nisbet                                 | 506     | 0,88  | 0      | 0   |
| Uitgebrachte geldige stemmen                    | Uitgebrachte geldige stemmen                    | 57.794  | 100   | 21     | 0   |
| ongeldig/blanco                                 | ongeldig/blanco                                 | 556     | 0,95  |        |     |
| Aantal uitgebrachte stemmen / opkomstpercentage | Aantal uitgebrachte stemmen / opkomstpercentage | 58.350  | 84,86 |        |     |
| niet opgekomen                                  | niet opgekomen                                  | 10.408  | 15,14 |        |     |
| Aantal kiesgerechtigden                         | Aantal kiesgerechtigden                         | 68.758  |       |        |     |

Na de verkiezingen formeerde AVP het kabinet-Mike Eman II.

## Samenstelling
De huidige leden van de Staten van Aruba zijn:
| Statenlid                   | Partij | Opmerkingen                  |
| --------------------------- | ------ | ---------------------------- |
| mw. drs. M.G. Wyatt-Ras     | AVP    | statenvoorzitter             |
| dhr. drs. G.R. Herdé        | AVP    | vicevoorzitter               |
| mw. J.J. Arends-Reyes, BEd  | AVP    |                              |
| dhr. ing. C.G. Dammers      | AVP    |                              |
| mw. L.C. Jansen-Varlack     | AVP    |                              |
| dhr. J.C.G.P. Kelly         | AVP    |                              |
| dhr. D.R. Rasmijn, BSc      | AVP    |                              |
| dhr. N.C. Roos              | AVP    |                              |
| dhr. A.M. Sneek             | AVP    | fractievoorzitter            |
| mw. mr. D.G. de Sousa-Croes | AVP    |                              |
| dhr. M.A. Tromp             | AVP    |                              |
| mw. C.N. Velasquez          | AVP    |                              |
| dhr. G.F. Besaril           | MEP    |                              |
| dhr. G.F. Croes             | MEP    | gekozen met voorkeursstemmen |
| dhr. D.P. Oduber, BEc       | MEP    |                              |
| dhr. C.V.J. Romero          | MEP    |                              |
| mw. mr. X.J. Ruiz-Maduro    | MEP    |                              |
| dhr. mr. J.E Thijsen        | MEP    |                              |
| mw. mr. E.C. Wever-Croes    | MEP    | fractievoorzitter            |
| dhr. mr. A.C.G. Bikker      | PDR    |                              |
| mw. drs. M.J. Lopez-Tromp   | AVP    | vanaf 2016 onafhankelijk lid |